# Hell Bound (1931)
Hell Bound is een Amerikaanse misdaadfilm uit 1931 onder regie van Walter Lang. De film werd destijds in Nederland uitgebracht onder de titel Bandietenromantiek.

## Verhaal
De handlangers van Nick Cotrelli ontvoeren per ongeluk Shirley Reed. De bandieten zijn al gauw stapelgek op Shirley en ze gaat aan de slag als zangeres in de club van Nick. Als een rivaliserende misdaadbende een aanslag wil plegen op hem, besluiten ze om eerst Shirley te vermoorden tijdens haar debuut.

## Rolverdeling
| Acteur             | Personage          |
| ------------------ | ------------------ |
| Leo Carrillo       | Nick Cotrelli      |
| Lloyd Hughes       | Dr. Robert Sanford |
| Ralph Ince         | Dorgan             |
| Lola Lane          | Shirley Reed       |
| Helen Chadwick     | Zus van Sanford    |
| Richard Tucker     | Gilbert            |
| Gertrude Astor     | Rosie              |
| Frank Hagney       | Hood               |
| Harry Strang       | Gaspipe            |
| Luke Cosgrave      |                    |
| Murdock MacQuarrie |                    |
| W.E. Lawrence      | Ham                |
| Martin Faust       | Omalm              |
| Jack Grey          | Rat                |
| William J. O'Brien | Bilmey             |